# ゴードン・チャン＝フー
ゴードン・パイア・チャン＝フー（英語：Gordon Paiʻea Chung-Hoon、1910年7月25日 - 1979年7月24日）は、アメリカ合衆国の海軍軍人。最終階級は海軍少将。第二次世界大戦に参加し、のちに初のアジア系アメリカ人の海軍将官となる。

## 経歴

### 初期
中国人と英国人とハワイ人の混血である父ウィリアム・チャン＝フー・ジュニア（William Chung-Hoon Jr.）とハワイ人である母アグネス・プナナ（Agnes Punana）との間に生まれる。祖父ウィリアム・チャン＝フー（William Chung-Hoon）は純中国系アメリカ人である。
1929年にプナホウ・スクールを卒業する。

### 軍歴
海軍兵学校に入学し、1934年5月にアジア系アメリカ人初の卒業生となる。在学中、チャン＝フーは海軍兵学校のアメリカンフットボール選手団の一員としてハーフバックとパンターを務め、そして1934年にそれまで11年連勝を続けていた陸軍士官学校チームに対し勝利を収めた。チャン＝フーは1944年5月から1945年10月にかけてのフレッチャー級駆逐艦「DD-502 シグスビー」艦長として勇敢で英雄的な功績をたたえ、海軍十字章と名誉負傷章を授与される。
1945年春、九州沖にて空母機動部隊の護衛中に「シグスビー」は日本軍機20機の駆逐を支援する。1945年4月14日、「シグスビー」は沖縄沖にてレーダーピケット任務中に神風特攻の突入を受ける。これにより艦の右舷機関の出力は5ノットまで低下し操舵も困難となる。この被害にもかかわらずチャン＝フー艦長は「長期かつ有効な対空砲火」の維持を目的に、当該海域に留まることを命じた。継続する日本軍の空襲に対して「シグスビー」はダメージコントロールを実施つつ自力航行での帰港を目指し努力した。
1959年10月、海軍少将の階級で退役する。

### 退役後
退役後のチャン＝フーはハワイ州農務省長官を務め、そして1979年7月に死去する。
その後、功績をたたえアーレイ・バーク級ミサイル駆逐艦の43番艦「チャン＝フー」として命名されている。